# Ottaviano (Nápoles)
Ottaviano é uma comuna italiana da região da Campania, província de Nápoles, com cerca de 22.549 habitantes. Estende-se por uma área de 19,85 km², tendo uma densidade populacional de 1187 hab/km². Faz fronteira com Boscotrecase, Ercolano, Nola, San Gennaro Vesuviano, San Giuseppe Vesuviano, Somma Vesuviana, Terzigno, Torre del Greco, Trecase.

## Demografia
| Variação demográfica do município entre 1861 e 2011                               |
|                                                                                   |
| Fonte: Istituto Nazionale di Statistica (ISTAT) - Elaboração gráfica da Wikipedia |